# Scottsboro
Scottsboro − miasto w południowo-wschodniej części Stanów Zjednoczonych, w Alabamie, stolica hrabstwa Jackson.

## Demografia
- Liczba ludności: 15 863 (2023)[1]
- Gęstość zaludnienia: 106,7 os./km² (2023)
- Powierzchnia: 148,67 km² (2023)

Według spisu dokonanego w 2000 roku przez United States Census Bureau miasto zamieszkiwało 14 762 mieszkańców. Było tam 6 224 gospodarstwa domowe, które zamieszkiwało 4 201 rodzin. Gęstość zaludnienia wynosiła wtedy 120,4 os./km². W mieście wybudowanych było 6 848 domów (ich gęstość to 55,8 domu/km²).
Podział mieszkańców według ras (stan na 2000 rok):
- 91,11% − Biali
- 5,34% − Afroamerykanie
- 1,02% − rdzenni Amerykanie
- 0,54% − Azjaci
- 0,03% − z wysp Pacyfiku
- 0,56% − inne rasy
- 1,42% − z dwóch lub więcej ras
- 1,50% − Hiszpanie lub Latynosi